# Morti nel 2008/Gennaio
| Questa pagina contiene informazioni ricavate automaticamente dalle voci biografiche con l'ausilio del template Bio e di un bot. L'aggiornamento è periodico e automatico e ricostruisce completamente la pagina. Se manca una persona in questa lista, sei pregato di non aggiungerla, ma accertati piuttosto che la sua voce biografica contenga il template Bio e che i dati anagrafici siano correttamente compilati. Se il template Bio manca, inseriscilo tu stesso o, in alternativa, metti l'avviso {{tmp\|Bio}} che ne segnala la mancanza. Se i dati riportati sono sbagliati, correggi direttamente la voce biografica; le modifiche saranno visibili in questa lista entro pochi giorni. Per chiarimenti vedi il progetto biografie. La lista contiene solo le 141 persone che sono citate nell'enciclopedia e per le quali è stato implementato correttamente il template Bio. Pagina aggiornata al 2 ago 2025. |

- 1º gennaio - Bill Bonanno, criminale e scrittore statunitense (n. 1932)
- 1º gennaio - Frank Donlavey, allenatore di calcio e calciatore scozzese (n. 1945)
- 2 gennaio - Lee Sherman Dreyfus, politico e educatore statunitense (n. 1926)
- 2 gennaio - George MacDonald Fraser, scrittore britannico (n. 1925)
- 2 gennaio - Cornelio Masciadri, politico italiano (n. 1923)
- 2 gennaio - Pietro Morelli, ingegnere e aviatore italiano (n. 1924)
- 2 gennaio - Nikolaj Puzanov, biatleta sovietico (n. 1938)
- 2 gennaio - Robert Weber, astronomo statunitense (n. 1926)
- 3 gennaio - Aleksandr Abdulov, attore russo (n. 1953)
- 3 gennaio - Edelmiro Arévalo, calciatore paraguaiano (n. 1929)
- 3 gennaio - Jacques Brosse, psicoanalista, scrittore e giornalista francese (n. 1922)
- 3 gennaio - Choi Yo-sam, pugile sudcoreano (n. 1973)
- 3 gennaio - Henri Chopin, poeta e artista francese (n. 1922)
- 3 gennaio - Milt Dunnell, giornalista canadese (n. 1905)
- 3 gennaio - Friedrich Georg Friedmann, storico tedesco (n. 1912)
- 3 gennaio - Leandro Rampa, politico italiano (n. 1922)
- 3 gennaio - Oskar Saier, arcivescovo cattolico tedesco (n. 1932)
- 3 gennaio - Jimmy Stewart, pilota automobilistico britannico (n. 1931)
- 4 gennaio - Bjørn Odmar Andersen, allenatore di calcio e calciatore norvegese (n. 1943)
- 4 gennaio - Emilio Benavent Escuín, arcivescovo cattolico spagnolo (n. 1914)
- 4 gennaio - Stig Claesson, scrittore svedese (n. 1928)
- 4 gennaio - Raymond Forni, avvocato e politico francese (n. 1941)
- 4 gennaio - Mort Garson, compositore, arrangiatore e cantautore canadese (n. 1924)
- 4 gennaio - Vjačeslav Ambarcumjan, calciatore sovietico (n. 1940)
- 4 gennaio - Fausto Robustelli, calciatore svizzero (n. 1930)
- 4 gennaio - Johann Paul Saxl, politico italiano (n. 1920)
- 5 gennaio - Casilda de Silva, nobildonna spagnola (n. 1914)
- 5 gennaio - Giovanni Rinaldo Coronas, poliziotto italiano (n. 1919)
- 5 gennaio - Louis Hon, allenatore di calcio e calciatore francese (n. 1924)
- 5 gennaio - Edward Kłosiński, direttore della fotografia polacco (n. 1943)
- 5 gennaio - Byron Zappas, compositore di scacchi greco (n. 1927)
- 6 gennaio - Elio Gallina, notaio italiano (n. 1913)
- 6 gennaio - Placido La Torre, anarchico e avvocato italiano (n. 1920)
- 6 gennaio - Vittorio Tomassetti, vescovo cattolico italiano (n. 1930)
- 7 gennaio - Raffaello de Banfield, compositore italiano (n. 1922)
- 7 gennaio - Maryvonne Dupureur, mezzofondista e velocista francese (n. 1937)
- 8 gennaio - Moshe Levi, generale israeliano (n. 1936)
- 8 gennaio - Cissie Stewart, nuotatrice britannica (n. 1911)
- 9 gennaio - Paul Aimson, calciatore inglese (n. 1943)
- 9 gennaio - Jorge Anaya, ammiraglio argentino (n. 1926)
- 9 gennaio - Erna Sondheim, schermitrice tedesca (n. 1904)
- 10 gennaio - Christopher Bowman, pattinatore artistico su ghiaccio statunitense (n. 1967)
- 10 gennaio - Giuliano Ciannella, tenore italiano (n. 1943)
- 10 gennaio - Antonio Domínguez, calciatore spagnolo (n. 1933)
- 10 gennaio - Andrés Henestrosa, scrittore, storico e politico messicano (n. 1906)
- 10 gennaio - Maila Nurmi, modella, attrice e personaggio televisivo finlandese (n. 1922)
- 11 gennaio - Pepín Bello, scrittore spagnolo (n. 1904)
- 11 gennaio - Albert Féraud, scultore francese (n. 1921)
- 11 gennaio - Edmund Hillary, alpinista e esploratore neozelandese (n. 1919)
- 11 gennaio - Norman Morrice, ballerino, coreografo e direttore artistico britannico (n. 1931)
- 11 gennaio - Nancy Phelan, scrittrice australiana (n. 1913)
- 12 gennaio - Charlie Aitken, calciatore scozzese (n. 1932)
- 12 gennaio - Annie Ninchi, annunciatrice televisiva e conduttrice radiofonica italiana (n. 1926)
- 13 gennaio - Sergej Larin, tenore russo (n. 1956)
- 13 gennaio - Doreen Tovey, scrittrice inglese (n. 1918)
- 13 gennaio - Felice Trabacchi, politico italiano (n. 1922)
- 14 gennaio - Lucio Avigo, rugbista a 15 e allenatore di rugby a 15 italiano (n. 1939)
- 14 gennaio - Luciano Bertoni, calciatore italiano (n. 1942)
- 14 gennaio - Judah Folkman, oncologo statunitense (n. 1933)
- 14 gennaio - Lento Goffi, poeta, critico letterario e giornalista italiano (n. 1923)
- 14 gennaio - Bjørn Paulson, altista norvegese (n. 1923)
- 15 gennaio - Roger Anger, architetto francese (n. 1923)
- 15 gennaio - Domenico Massa, ciclista su strada italiano (n. 1917)
- 15 gennaio - Davide Peiretti, pittore e liutaio italiano (n. 1933)
- 15 gennaio - Brad Renfro, attore statunitense (n. 1982)
- 15 gennaio - Artëm Fëdorovič Sergeev, generale sovietico (n. 1921)
- 15 gennaio - Robert Vance Bruce, storico statunitense (n. 1923)
- 16 gennaio - Marcel Fiorini, pittore e incisore francese (n. 1922)
- 16 gennaio - Nikola Kljusev, politico macedone (n. 1927)
- 16 gennaio - Giuliana Penzi, danzatrice e coreografa italiana (n. 1918)
- 16 gennaio - Elias Zoghbi, arcivescovo cattolico e scrittore egiziano (n. 1912)
- 17 gennaio - Carlo Delaini, politico italiano (n. 1927)
- 17 gennaio - Vincenzo Maria Farano, arcivescovo cattolico italiano (n. 1921)
- 17 gennaio - Bobby Fischer, scacchista statunitense (n. 1943)
- 17 gennaio - Edward D. Hoch, scrittore statunitense (n. 1930)
- 17 gennaio - Ernie Holmes, giocatore di football americano statunitense (n. 1948)
- 17 gennaio - George Keymas, attore statunitense (n. 1925)
- 17 gennaio - Allan Melvin, attore e doppiatore statunitense (n. 1923)
- 18 gennaio - Pier Miranda Ferraro, tenore italiano (n. 1924)
- 18 gennaio - Lois Nettleton, attrice statunitense (n. 1927)
- 18 gennaio - Ugo Pirro, sceneggiatore e scrittore italiano (n. 1920)
- 18 gennaio - Erio Testi, imprenditore e progettista italiano (n. 1933)
- 19 gennaio - Valerio Colotti, progettista italiano (n. 1925)
- 19 gennaio - Suzanne Pleshette, attrice statunitense (n. 1937)
- 19 gennaio - Antonio Scherillo, mineralogista italiano (n. 1907)
- 20 gennaio - Gian Carozzi, pittore italiano (n. 1920)
- 20 gennaio - Mario Gomez d'Ayala, politico e avvocato italiano (n. 1917)
- 20 gennaio - Edy Gratton, calciatore e allenatore di calcio italiano (n. 1924)
- 20 gennaio - Duilio Loi, pugile italiano (n. 1929)
- 21 gennaio - Lorenzo Bettini, calciatore italiano (n. 1931)
- 21 gennaio - Walter Santesso, attore e regista italiano (n. 1931)
- 21 gennaio - Marie Smith Jones, linguista statunitense (n. 1918)
- 22 gennaio - Francesco Maria Antonini, medico italiano (n. 1920)
- 22 gennaio - Arrigo Boldrini, partigiano e politico italiano (n. 1915)
- 22 gennaio - Cao Văn Viên, generale vietnamita (n. 1921)
- 22 gennaio - Nunzio Cavazza, calciatore italiano (n. 1945)
- 22 gennaio - Heath Ledger, attore australiano (n. 1979)
- 22 gennaio - Roberto Patrignani, pilota motociclistico, giornalista e scrittore italiano (n. 1935)
- 22 gennaio - Claude Piron, esperantista, linguista e psicologo svizzero (n. 1931)
- 22 gennaio - Gianna Depoli, attrice teatrale italiana (n. 1925)
- 23 gennaio - José Gochangco, cestista filippino (n. 1926)
- 24 gennaio - Attilio Brunetti, militare e patriota italiano (n. 1917)
- 24 gennaio - Zoe Collins, cantante britannica (n. 1943)
- 24 gennaio - Francesco Pesenti, calciatore italiano (n. 1918)
- 24 gennaio - Giorgio Vacchi, direttore di coro e etnomusicologo italiano (n. 1932)
- 25 gennaio - Christopher Allport, attore statunitense (n. 1947)
- 25 gennaio - Ralph Dupas, pugile statunitense (n. 1935)
- 25 gennaio - Robert Miller, militare statunitense (n. 1983)
- 25 gennaio - Vittorio Vighi, vignettista, pittore e sceneggiatore italiano (n. 1927)
- 26 gennaio - Christian Brando, attore e criminale statunitense (n. 1958)
- 26 gennaio - Celestino Celio, calciatore e allenatore di calcio italiano (n. 1925)
- 26 gennaio - George Habash, politico palestinese (n. 1926)
- 26 gennaio - Grace Hoffman, mezzosoprano statunitense (n. 1921)
- 26 gennaio - Italo Martinenghi, regista, produttore cinematografico e sceneggiatore italiano (n. 1930)
- 27 gennaio - Antonio Aurigemma, politico e giornalista italiano (n. 1931)
- 27 gennaio - Mike Holovak, giocatore di football americano e allenatore di football americano statunitense (n. 1919)
- 27 gennaio - Bengt Lindskog, calciatore svedese (n. 1933)
- 27 gennaio - Marcello Sabbatini, giornalista italiano (n. 1926)
- 27 gennaio - Irene Stegun, matematica statunitense (n. 1919)
- 27 gennaio - Suharto, politico e generale indonesiano (n. 1921)
- 28 gennaio - Guido Alberini, politico italiano (n. 1938)
- 28 gennaio - Ivone Chinello, partigiano, politico e storico italiano (n. 1925)
- 28 gennaio - Cristodulo, arcivescovo ortodosso greco (n. 1939)
- 28 gennaio - Friedhelm Fischerkeller, ciclista su strada e pistard tedesco (n. 1935)
- 28 gennaio - Giulio Nascimbeni, giornalista e scrittore italiano (n. 1923)
- 28 gennaio - Eleuterio Santos, calciatore spagnolo (n. 1940)
- 29 gennaio - Gianna Baltaro, giornalista e scrittrice italiana (n. 1926)
- 29 gennaio - Egidio Carenini, politico italiano (n. 1927)
- 29 gennaio - Claudio Donati, storico italiano (n. 1950)
- 29 gennaio - Claude Faraldo, attore, regista e sceneggiatore francese (n. 1936)
- 29 gennaio - Melitus Mugabe Were, politico keniano (n. 1968)
- 29 gennaio - Manuel Padilla Jr., attore statunitense (n. 1955)
- 29 gennaio - Margaret Truman, soprano, scrittrice e socialite statunitense (n. 1924)
- 30 gennaio - Herbert Kenwith, produttore televisivo statunitense (n. 1917)
- 30 gennaio - Marcial Maciel Degollado, presbitero messicano (n. 1920)
- 30 gennaio - María Luisa Serret, cestista cubana
- 30 gennaio - Wilber Varela, criminale colombiano (n. 1957)
- 31 gennaio - Eva Heller, scrittrice e sociologa tedesca (n. 1948)
- 31 gennaio - Sergio Noja Noseda, dirigente d'azienda e arabista italiano (n. 1931)
- 31 gennaio - Giorgio Tadeo, basso italiano (n. 1929)
- 31 gennaio - František Čapek, canoista cecoslovacco (n. 1914)